# Carmignano
Carmignano és un poble italià de la província de Prato, a la regió de la Toscana, amb 13.530 habitants.
Sobre els turons de la rodalia de Carmignano es produeix el vi homònim.

## Origen del nom
El nom deriva d'una característica física de l'indret, actus minor, que significa un estret menor que el distingia de la zona limítrofa més gran de la Gonfolina.

## Evolució demogràfica
| Gràfica d'evolució demogràfica de Carmignano entre 1861 i 2011 |
|                                                                |

## Llocs d'interés

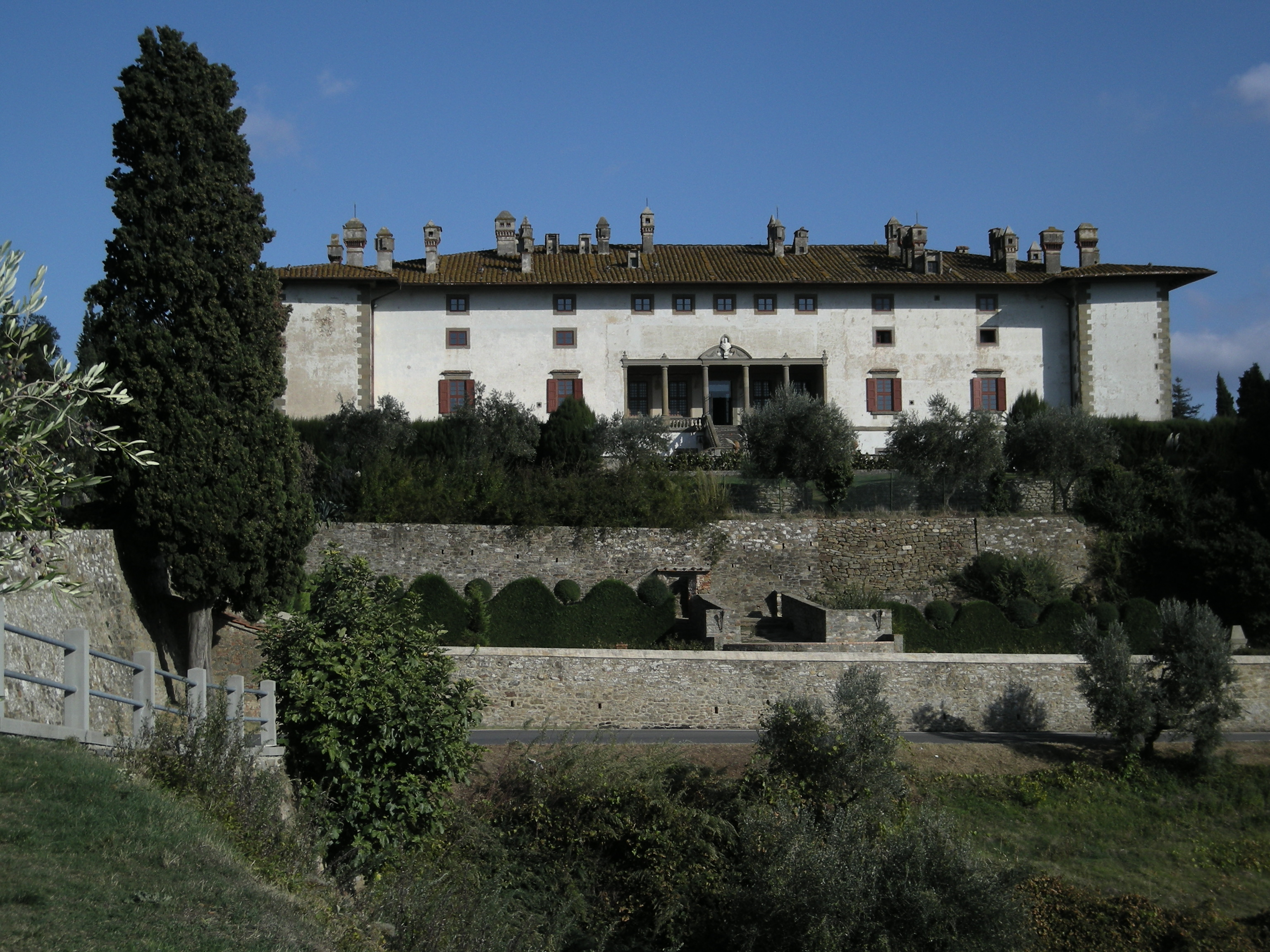
Vil·la dels Mèdici di Artimino

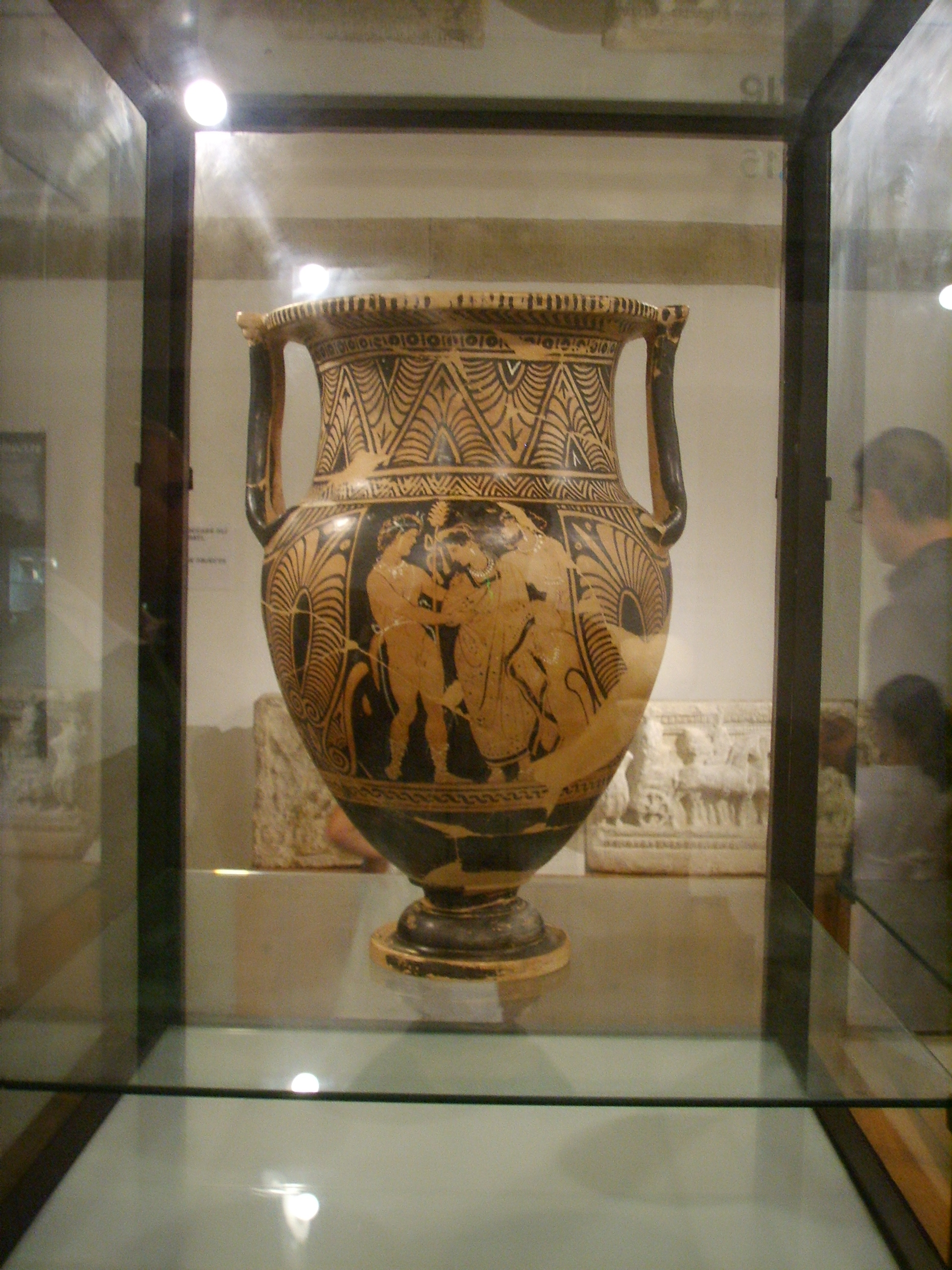
Crater del Museu Arqueològic d'Artimino

Ubicació de Carmignano a la província de Prato

- Església de San Leonardo o «Pieve di San Leonardo» d'Artimino. La construcció és un dels exemples millor conservats d'arquitectura romànica llombarda del segle xi a la Toscana.
- Església de San Giusto al Pinone, l'origen del qual es remunta al segle xii: és un dels edificis romànics més bells de la zona. L'església, que formava part d'una antiga abadia, està aïllada a prop del bosc, amb una sola nau i tres absis. Mostra elements originals i inusuals, com la coberta amb sostre arcat, presbiteri elevat i cripta.[2]
- Vil·la dels Mèdici d'Artimino o «vil·la dels cent fumerals», que enclou el Museo Archeologico comunale, amb troballes etrusques, una de les vil·les dels Mèdici que el 23 de juny de 2013, en la XXXVII Sessió del Comité per al Patrimoni de la Humanitat, reunit a Phnom Penh, fou inscrita en la Llista del Patrimoni de la Humanitat amb el nom de «Vil·les i jardins dels Mèdici a la Toscana».[3]
- Església de San Michele o «Propositura dei Santi Michele i Francesco», de Carmignano; el seu principal atractiu és la Visitació (h. 1528 – 1536) obra de Pontormo.
- La rocca medievale de Carmignano.
- Tombes etrusques: túmul de Montefortini i tomba dei Boschetti.